# Progress M-13M
Progress M-13M (ryska: Прогресс М-13M) eller som NASA kallar den, Progress 45 eller 45P, var en rysk obemannad rymdfarkost som levererade förnödenheter, syre, vatten och bränsle till rymdstationen ISS. Den sköts upp från Kosmodromen i Bajkonur med en Sojuz-U-raket den 30 oktober 2011 och dockade med ISS den 2 november.
Den lämnade station den 23 januari 2012 och brann upp i jordens atmosfär den 25 januari 2012.

### Fotnoter
1. ↑  ”NASA Space Science Data Coordinated Archive” (på engelska). NASA. https://nssdc.gsfc.nasa.gov/nmc/spacecraft/display.action?id=2011-062A. Läst 1 mars 2020.
2. ↑  Manned Astronautics - Figures & Facts Arkiverad 26 december 2015 hämtat från the Wayback Machine., läst 15 juli 2016.